# Паршлуг
Паршлуг (нем. Parschlug) — коммуна (нем. Gemeinde) в Австрии, в федеральной земле Штирия. 
Входит в состав округа Брук-на-Муре.  Население составляет 1780 человек (на 31 декабря 2005 года). Занимает площадь 21 км². Официальный код  —  60212.

## Политическая ситуация
Бургомистр коммуны — Франц Яук (СДПА) по результатам выборов 2005 года.
Совет представителей коммуны (нем. Gemeinderat) состоит из 15 мест.
- СДПА занимает 9 мест.
- АНП занимает 6 мест.